# 重石華
重石華（じゅうせきか、tungstite）は、化学式が WO3・H2O で表される水和酸化タングステン鉱物である。酸化タングステン鉱とも呼ばれる。
タングステンを含む灰重石などタングステン酸塩鉱物の風化によって形成する二次鉱物である。結晶構造は斜方晶系で、外見は黄色から黄緑色である。モース硬度は2.5、比重は5.57。

## 産出
タングステン鉱床の地表面付近に産し、粉状または土状をなし、灰重石などの鉱物の表面を覆う場合もある。
1868年にTrumbull, Connecticutの近くで初めて産出が報告された。